# 동국여지비고
동국여지비고(東國輿地備攷)는 조선 시대의 국가와 서울의 인문·지리·법제에 관한 내용을 기록한 책이다. 2권 2책. 정조 때의 내용이 있어 적어도 그 이후의 책으로 여겨지나, 정확히 언제 편찬되었는지는 알려지지 않았다.